# Euxoa lenola
Euxoa lenola är en fjärilsart som beskrevs av Smith 1910. Euxoa lenola ingår i släktet Euxoa och familjen nattflyn. Inga underarter finns listade i Catalogue of Life.